# پانامینت اسپرینگز (کالیفرنیا)
پانامینت اسپرینگز (به انگلیسی: Panamint Springs) یک منطقهٔ مسکونی در ایالات متحده آمریکا است که در شهرستان اینیو، کالیفرنیا واقع شده‌است. پانامینت اسپرینگز ۵۸۷ متر بالاتر از سطح دریا قرار دارد.